# Agave flexispina
Agave flexispina là một loài thực vật có hoa trong họ Măng tây. Loài này được Trelease mô tả khoa học đầu tiên năm 1920.

## Hình ảnh

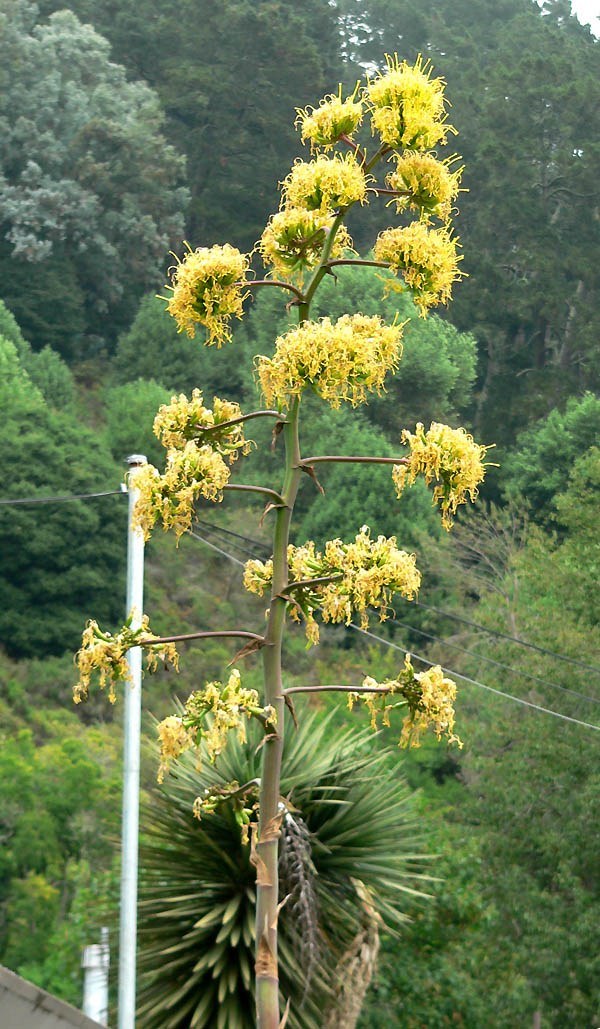
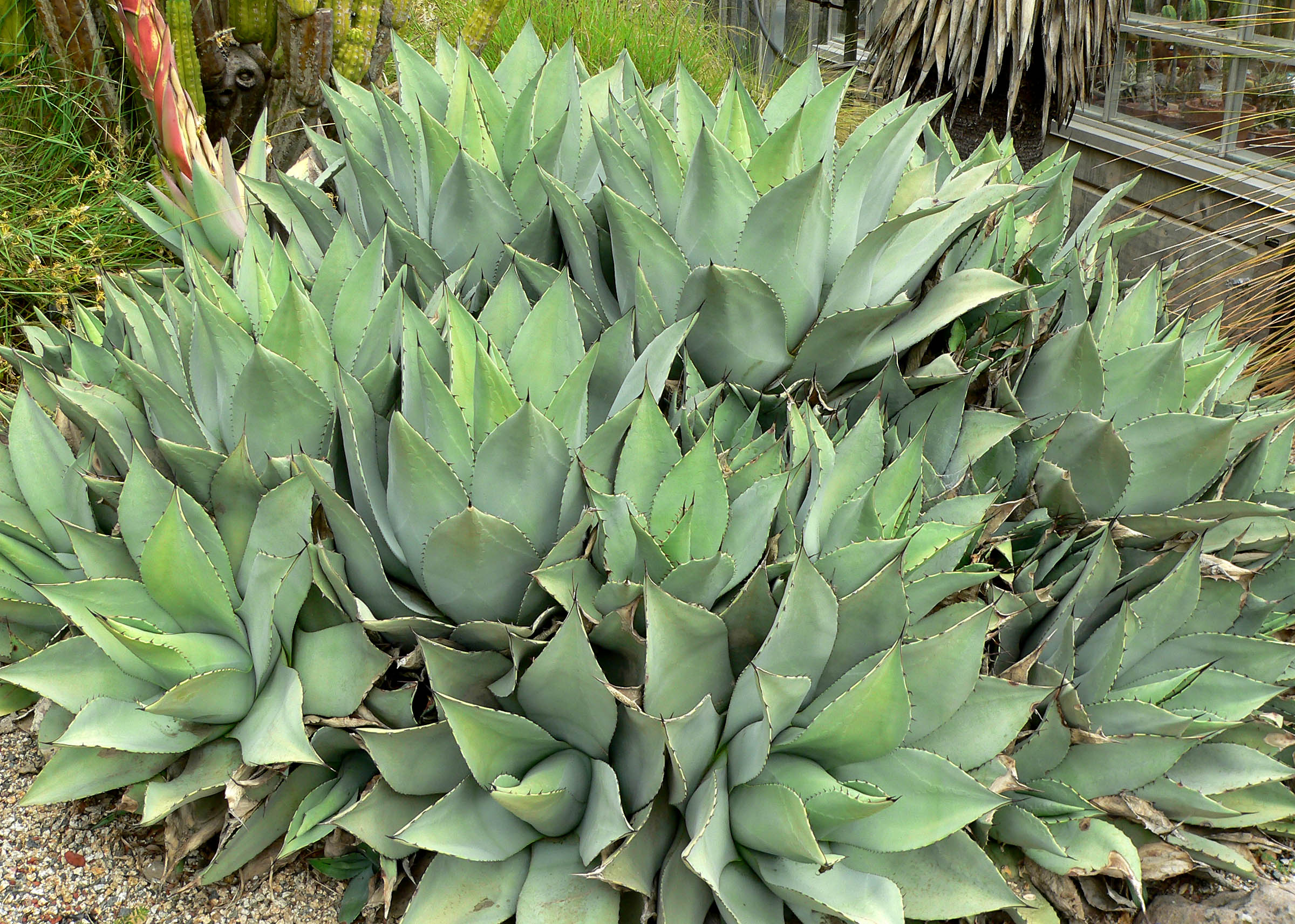
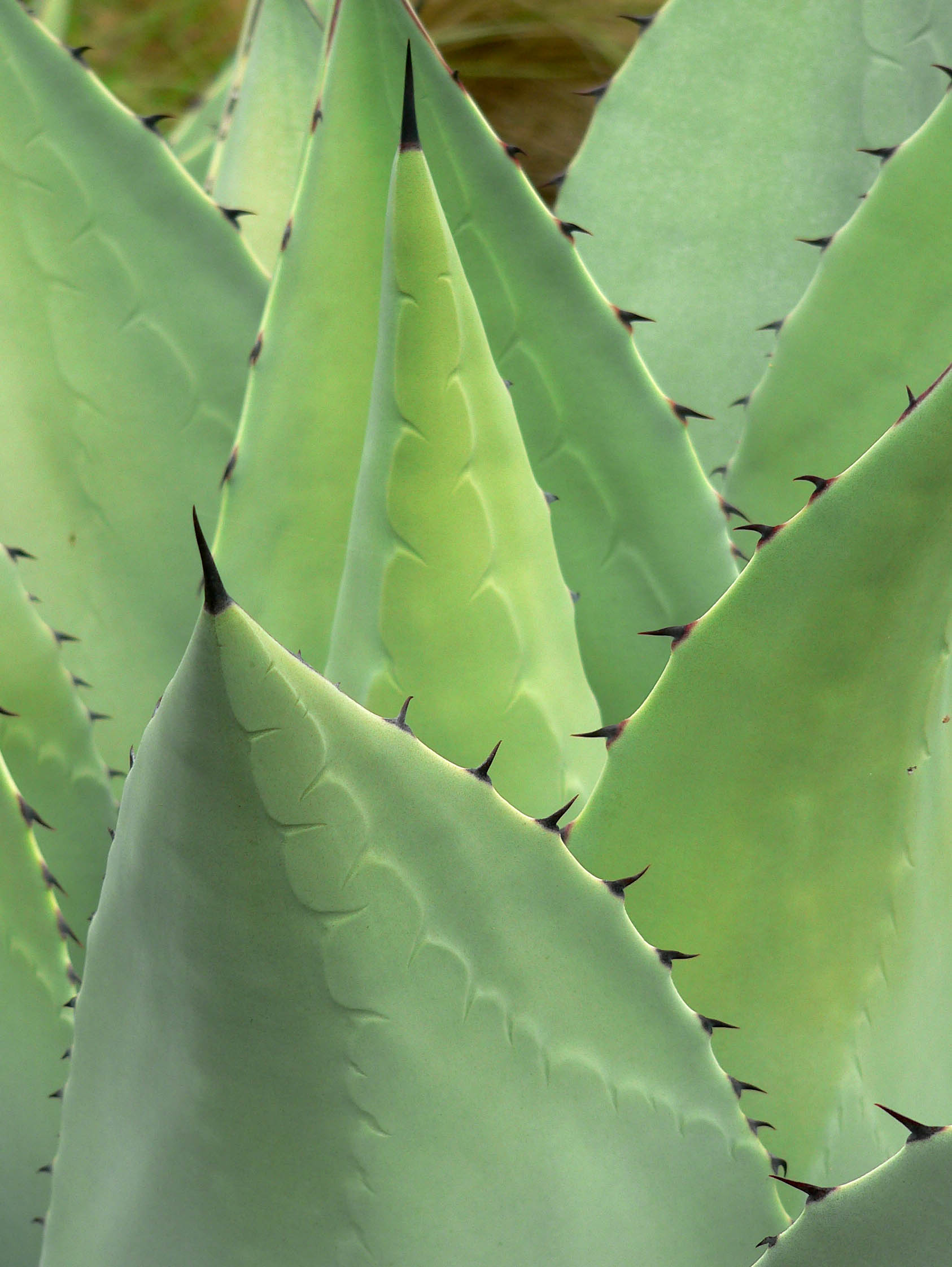
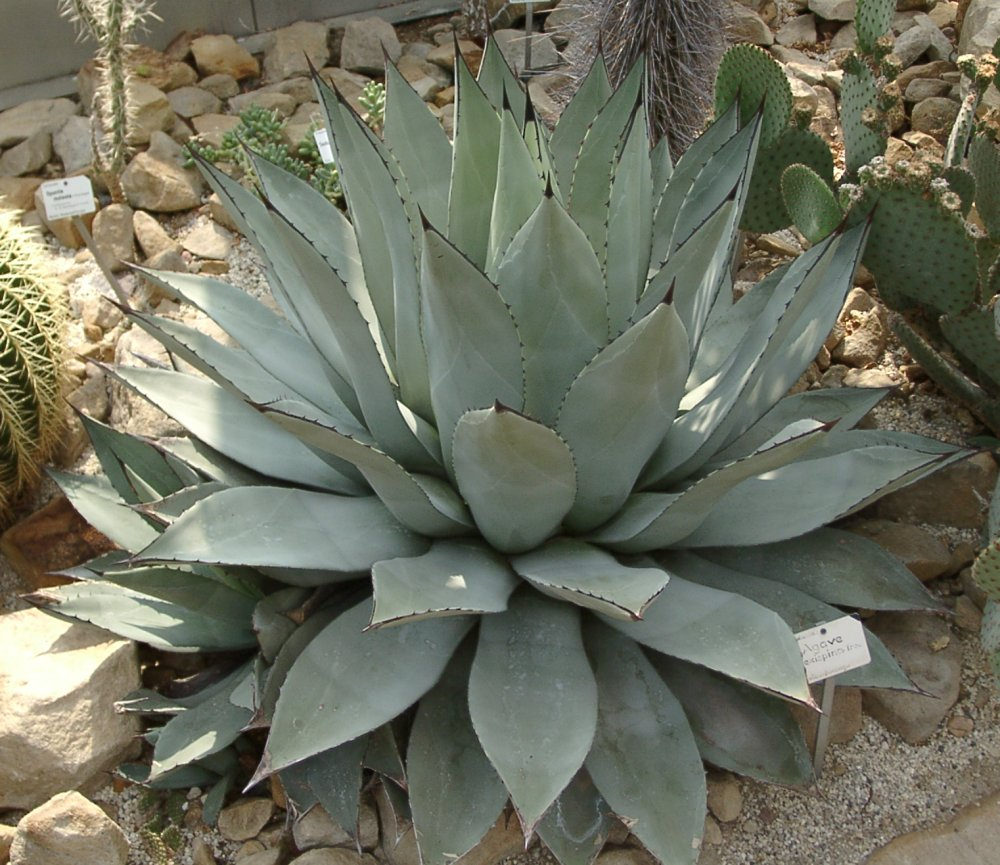